# Fuerza Central de Seguridad Industrial
La Fuerza Central de Seguridad Industrial (CISF) es una fuerza policial armada central de la India que depende del Ministerio del Interior. La misión principal de la CISF es proporcionar seguridad a las grandes instituciones, ya sean gubernamentales o privadas. 
Se creó en virtud de una ley del Parlamento de la India el 15 de marzo de 1969 con una dotación de 2.800 efectivos. Posteriormente, la CISF se convirtió en una fuerza armada de la India en virtud de otra ley del Parlamento aprobada el 15 de junio de 1983. Sus fuerzas activas actuales ascienden a 148.371 personas. En abril de 2017, el Gobierno aumentó la dotación autorizada de 145.000 a 180.000 efectivos. Recientemente, la dotación se ha incrementado hasta los 200.000. Entre sus funciones se encuentran la vigilancia de edificios gubernamentales sensibles, el complejo del Parlamento, el metro de Delhi y la seguridad aeroportuaria. La CISF está regida por el Ministerio del Interior de la Unión, y su cuartel general se encuentra en Nueva Delhi.
La CISF también presta servicios de consultoría a empresas privadas y a otras organizaciones del gobierno indio. El ámbito de la práctica de consultoría del CISF incluye consultoría de seguridad y consultoría de protección contra incendios.
También desempeña un papel importante en la gestión de catástrofes. La CISF cuenta con un "Ala de Incendios" que presta ayuda en caso de incendio en las industrias en las que la CISF está de guardia.

## Historia
Se estableció en virtud de una ley del Parlamento el 10 de marzo de 1969 con una dotación de unos 2.800 efectivos y, como su nombre indica, se creó para mejorar la protección y la seguridad de las empresas industriales del país. Sin embargo, existía la limitación de que las industrias a las que se iba a proporcionar protección debían ser propiedad en su totalidad del gobierno central, lo que desde entonces se ha modificado para que las industrias puedan ser ahora una empresa conjunta con el gobierno central. Sin embargo, el papel de la CISF se ha diversificado y ahora también protege aeropuertos, puertos marítimos, redes de metro, edificios gubernamentales, monumentos patrimoniales (como el Taj Mahal y el Fuerte Rojo), extracciones de opio y alcaloides, centrales nucleares e instalaciones espaciales. También está especializada en la seguridad de personalidades y en la gestión de catástrofes. En la actualidad, la CISF desempeña funciones relacionadas con la seguridad interior, las elecciones, las operaciones contra los naxalitas y cualquier otra tarea que le encomiende el Gobierno de la India.

## Estructura y Organización
La CISF está dirigida por un funcionario del Servicio de Policía de la India con rango de Director General, asistido por un funcionario del IPS con rango de Director General Adjunto. Director General Adjunto. El cuerpo está dividido en nueve sectores (Aeropuerto, Norte, Noreste, Este, Oeste, Sur, Formación, Sureste, Central) y también tiene un ala de servicio de bomberos.
El Sector Aeroportuario está dirigido por un funcionario del IPS con rango de Addl. Director General, asistido por un Inspector General. El Sector Aeroportuario se divide en varias Unidades de Formación de Campo, una por cada aeropuerto. Las unidades de los principales aeropuertos internacionales están bajo el mando de un Inspector General Adjunto o Comandante; las unidades de los aeropuertos más pequeños, bajo el mando de un Comandante Adjunto o Auxiliar. Los otros seis Sectores están dirigidos por un Inspector General, asistido por un Inspector General Adjunto.
Los siete sectores regionales están divididos en Zonas, cada una de ellas bajo el mando de un Subinspector General. Dentro de cada Zona hay una serie de Unidades, cada una bajo el mando de un Comandante, o de un DIG en el caso de algunas Unidades importantes. Un Comandante Adjunto actúa como segundo al mando de la mayoría de las unidades, o como jefe de una unidad más pequeña. Dentro del Sector de Formación, la Academia Nacional de Seguridad Industrial (NISA) está dirigida por un Inspector General; el Instituto de Formación de Bomberos (FSTI) y otros seis centros de formación de reclutas están dirigidos por Inspectores Generales Adjuntos.
El Asesor Financiero de la CISF ha sido un funcionario del Servicio de Recaudación de la India con rango de Director y también cuenta con Asesores del Servicio de Auditoría y Contabilidad de la India y del Servicio de Contabilidad Civil de la India.

### Estructura jerárquica (funcionarios de carrera)
| RANGO CISFs                                     | Rango equivalente policial                       | Rango Ejército                 |
| ----------------------------------------------- | ------------------------------------------------ | ------------------------------ |
| Director General (DG) DG, CISF                  | Director General de Policía (Jefe de la Policía) | Teniente General (Nivel 17)    |
| Director General Adjunto (ADG)                  | Director General Adjunto de Policía ADGP         | Teniente General (Nivel 16)    |
| Inspector General (IG)                          | Inspector General de Policía (IGP)               | General de División (Nivel 14) |
| Inspector General Adjunto (DIG)                 | Inspector General Adjunto de Policía (DIGP)      | General de Brigada (Nivel 13A) |
| Comandante                                      | SSP/DCP (Grado de selección)                     | Coronel (Nivel 13)             |
| Comandante                                      | SP/DCP (Escala administrativa subalterna)        | Teniente Coronel (Nivel 12A)   |
| Comandante Adjunto (Dy Comdt)                   | SP/DCP/Addl.SP (Escala administrativa superior)  | Mayor (Nivel 12)               |
| Comandante Adjunto (Asst Comdt) Superintendente | Adjunto de Policía (Escala de mandos subalterna) | Capitán (Nivel 11)             |

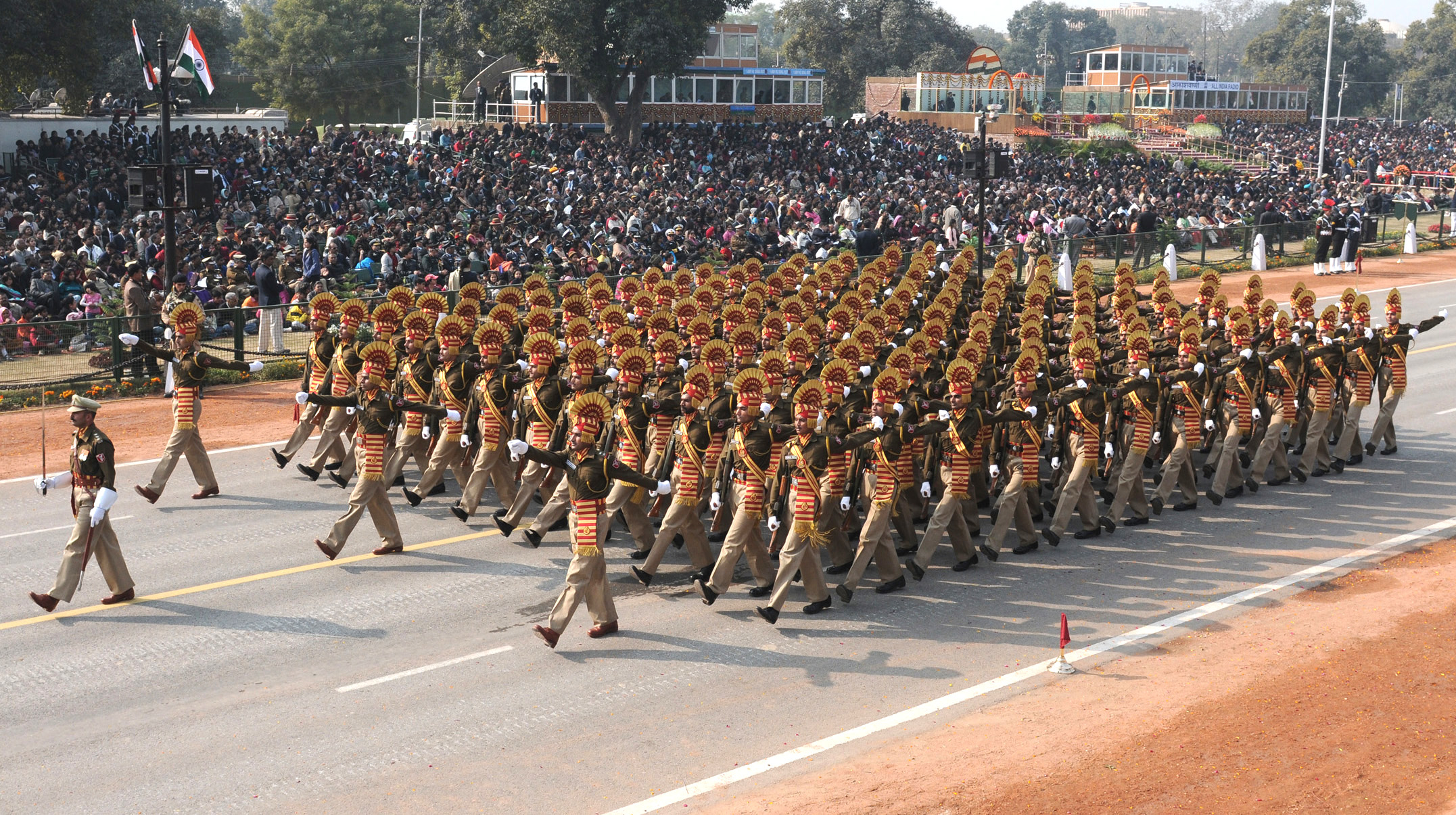
Contingente de marcha de la CISF en Nueva Deli

Al ser un organismo policial central de la India y contar con una elevada presencia de agentes del Servicio de Policía de la India, la CISF sigue rangos e insignias similares a los de otras organizaciones policiales del país. Los oficiales y miembros no destinados a un puesto (enrolados) utilizan los mismos rangos que otras fuerzas policiales indias.

## Protección de la CISF a la industria no nacionalizada/sector empresarial

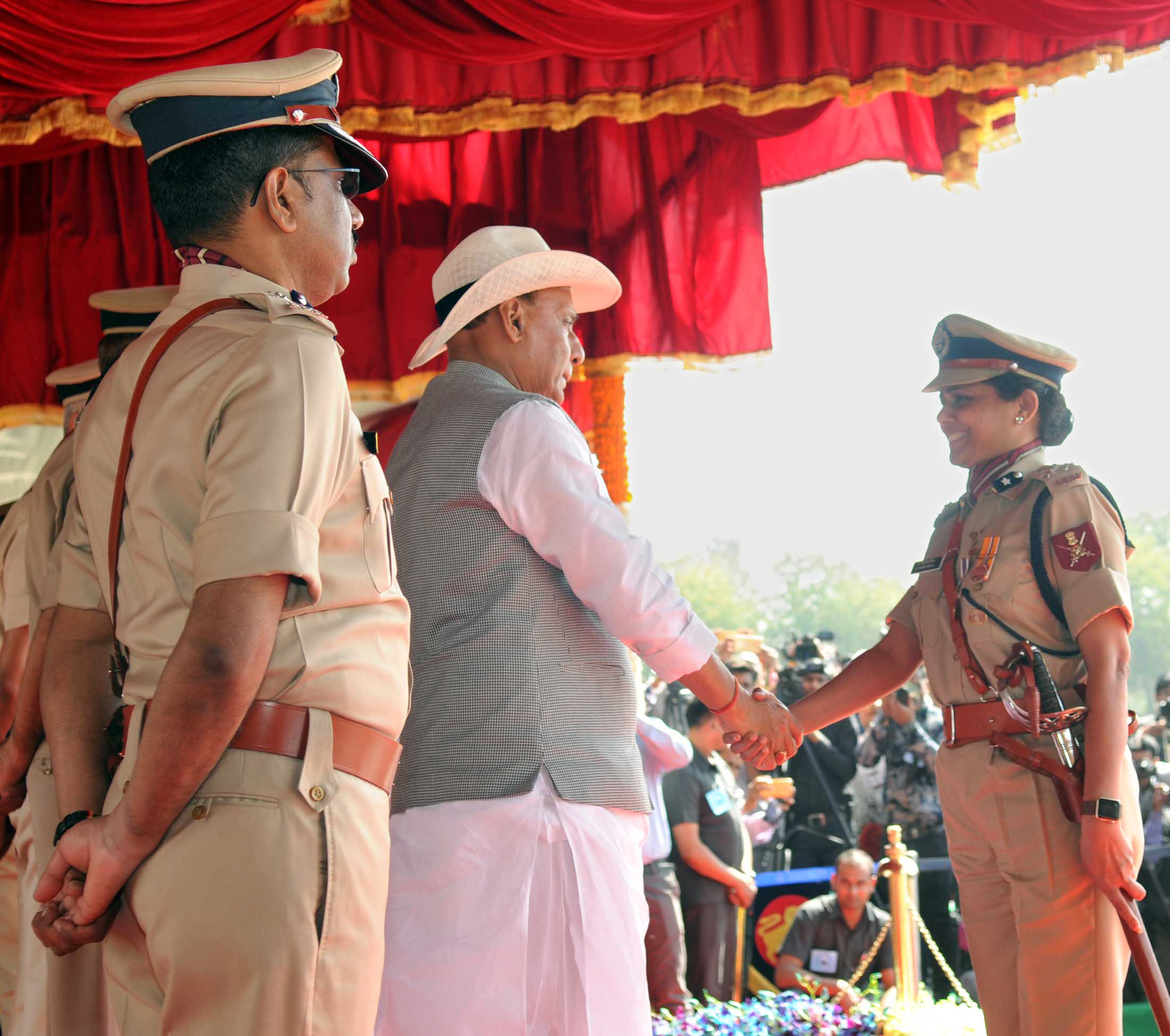
El Ministro del Interior de la Unión, Rajnath Singh, entrega condecoraciones al personal de la CISF en Ghaziabad

El 25 de febrero de 2009, el Parlamento indio autorizó la prestación de servicios de seguridad de la Fuerza Central de Seguridad Industrial a establecimientos privados y cooperativas de todo el país a cambio de una tasa, con la aprobación del proyecto de ley de enmienda de la CISF de 2008.
El proyecto de ley, aprobado por el Rajya Sabha el 19 de febrero y por el Lok Sabha el 25 de febrero de 2009, también prevé el despliegue de la CISF para proteger las misiones indias en el extranjero y su participación en las operaciones de mantenimiento de la paz de la ONU.
La CISF empezó a proporcionar seguridad al campus de Infosys en Bengaluru el 31 de julio de 2009. Manish Kumar Rai, Comandante Adjunto, dirigió el primer contingente de la CISF desplegado en Infosys Bengaluru.
La CISF también ha empezado a proporcionar seguridad al campus de Infosys Pune desde el 21 de abril de 2011.
En 2016, el Patanjali Food and Herbal Park recibió 35 comandos armados a tiempo completo de la Fuerza Central de Seguridad Industrial (CISF). El parque fue el octavo instituto privado de la India custodiado por fuerzas paramilitares de la CISF.

## Universidades / Seguridad de las instituciones
En 2019, el entonces Vicerrector de la Universidad Visva-Bharati en Shantiniketan, Bengala Occidental, ha solicitado al Gobierno Central el despliegue permanente de personal de la Fuerza Central de Seguridad Industrial (CISF) en su campus.El 13 de noviembre de 2019, el Ministerio del Interior de la Unión ha concedido su aprobación para el despliegue de la CISF en la Universidad Visva-Bharati. También se dijo que la CISF constituirá en breve una "junta de oficiales" que llevará a cabo una auditoría de seguridad de las instalaciones en Santiniketan.
El 21 de agosto de 2024, el Tribunal Supremo de la India ordenó el despliegue de la CISF en el Colegio Médico y Hospital R. G. Kar de Calcuta, debido al ataque y los actos vandálicos ocurridos en la institución en la medianoche del 15 de agosto de 2024.

## Seguridad aeroportuaria
La CISF se encarga de la seguridad aeroportuaria en todos los aeropuertos comerciales de la India. En el pasado, la seguridad de los aeropuertos estaba bajo el control de la policía aeroportuaria (dependiente del gobierno estatal correspondiente). Sin embargo, tras el secuestro del vuelo 814 de Indian Airlines en 1999, se propuso por primera vez traspasar la seguridad de los aeropuertos a la CISF. El aeropuerto de Jaipur fue el primero que pasó a estar bajo el control de la CISF el 3 de febrero de 2000. A continuación, la mayoría de los aeropuertos comerciales de la India pasaron a estar bajo su competencia. En febrero de 2023, la CISF protege un total de 66 aeropuertos internacionales y nacionales del país.

## Seguridad en el metro de Delhi
La seguridad del metro de Delhi corre a cargo de la unidad de la CISF Delhi Metro Rail Corporation de la CISF, que lleva vigilando el sistema desde que sustituyó a la Policía de Delhi en 2007. Se utilizan cámaras de circuito cerrado para vigilar los trenes y las estaciones, y tanto la CISF como las autoridades del metro de Delhi controlan la información desde sus respectivas salas de control. Se han desplegado más de 3.500 efectivos de la CISF para hacer frente a los problemas de orden público en el sistema, además de detectores de metales, sistemas de inspección de equipajes por rayos X y escuadrones de perros que se utilizan para garantizar la seguridad del sistema. En cada vagón hay interfonos para la comunicación de emergencia entre los pasajeros y el conductor. Se realizan simulacros periódicos de seguridad en las estaciones y en los trenes para garantizar la preparación de los organismos de seguridad en situaciones de emergencia.

## Seguridad en el Parlamento
A partir del 20 de mayo de 2024, se ha otorgado a la CISF la responsabilidad de proteger el complejo parlamentario (el antiguo y el nuevo edificio del Parlamento) tras la retirada del PDG (CRPF) y del personal de la Policía de Delhi de la seguridad del Parlamento debido a un reciente fallo de seguridad. La CISF también desplegará comandos de su unidad antiterrorista y de protección de personalidades (SSG) en la seguridad del Parlamento.

## Ala de Incendios
Además de proporcionar protección y seguridad a las empresas industriales, la CISF también ofrece protección contra los riesgos de incendio. Es la única Fuerza Central de Policía Armada que cuenta con un cuerpo de bomberos completo, que se distingue por ser el mayor cuerpo de extinción de incendios del país. La primera unidad del cuerpo de bomberos de la CISF, con 53 efectivos, se creó en Fertilisers and Chemicals Travancore (FACT), Cochin, el 16 de abril de 1970, siguiendo las recomendaciones de una comisión encabezada por el juez B. Mukherjee, que se creó para investigar un gran incendio en la planta de Heavy Engineering Corporation en Ranchi el 29 de enero de 1970. Finalmente, el Gobierno de la India aprobó en enero de 1991 las normas de reclutamiento para varios puestos con el fin de crear un cuadro separado de bomberos en la CISF y, en consecuencia, el Cuadro de Bomberos comenzó a funcionar en la CISF el 12 de enero de 1991. A 31 de marzo de 2020, el cuerpo de bomberos se había incorporado a 104 unidades y contaba con 8.482 efectivos.

## Grupo Especial de Seguridad (Seguridad VIP)

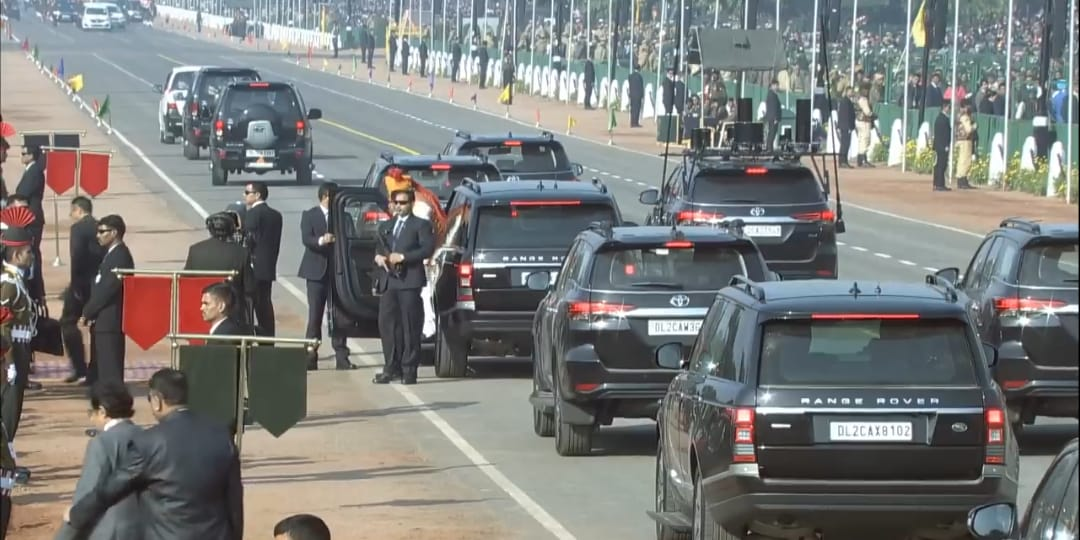
El personal de Seguridad del Primer Ministro, que incluye a miembros del SSG

En 2006, la Fuerza Central de Seguridad Industrial (CISF), basándose en las recomendaciones de la Oficina de Inteligencia, creó una unidad especial denominada Grupo Especial de Seguridad (SSG) para dar cobertura de seguridad a las personas designadas por el Ministerio del Interior. Entró en funcionamiento el 17 de noviembre de 2006. Esta unidad se encarga de proporcionar protección física, evacuación y cobertura de seguridad móvil y estática a las personas designadas por el Ministerio del Interior: párrafo 2.129 Para que una persona pueda optar a la cobertura de seguridad de la unidad especial de la CISF, la Oficina de Inteligencia y otros organismos policiales secretos deben especificar el peligro tras un detallado "análisis de amenazas", que a menudo se falsea por consideraciones políticas y de otro tipo. Además de la CISF, el Gobierno también recurre a la Guardia de Seguridad Nacional (NSG), la CRPF y la ITBP para la cobertura de la seguridad personal.

## Mujeres en la CISF
- Inicialmente, el reclutamiento y el destino del personal de la CISF estaban restringidos a los hombres. En el año 1992, la Sra. Asha Sinha se ganó la distinción de ser la Primera Mujer Comandante de las Fuerzas Armadas Centrales de Policía en la India cuando fue destinada como Comandante, Mazagon Dock Shipbuilders Limited. Anteriormente, el papel de la mujer estaba permitido, pero limitado a funciones de supervisión en las Fuerzas Policiales Armadas Centrales, entre las que se incluye la CISF. Las Comisiones Parlamentarias de India para la capacitación de la mujer recomendaron un mayor papel de la mujer en la CAPF, incluida la CISF. Siguiendo estas recomendaciones, el Ministerio del Interior (India) declaró la reserva de mujeres en los cuerpos de policía de las fuerzas paramilitares y, posteriormente, declaró que también podían ser incorporadas como oficiales en funciones de combate en las cinco Fuerzas Armadas Policiales Centrales.[26]
- El Ministro del Interior de la Unión anunció que la representación femenina en la CRPF y la CISF pasaría a ser del 15%. El 5 de enero de 2016, se decidió que el 33% de los puestos a nivel de comisaría se reservarían para mujeres en la CRPF y la CISF de forma escalonada. La CISF está aumentando la contratación de mujeres en puestos en los que existe una mayor interacción civil-policía, especialmente en los aeropuertos y las estaciones de metro.[27][28][29]

## Despliegue en el extranjero
Un contingente de la CISF estuvo desplegado en la Misión de Estabilización de las Naciones Unidas en Haití (MINUSTAH) / Misión de las Naciones Unidas de Apoyo a la Justicia en Haití (MINUJUSTH) desde el 17 de agosto de 2008. Fue repatriado a la India el 31 de diciembre de 2018.
El 17 de julio de 2024, la CISF desplegó oficiales junto con la CRPF, SSB, ITBP, NSG y los Fusileros de Assam para proporcionar asistencia de seguridad a la Policía Nacional y la Gendarmería para los Juegos Olímpicos de 2024 en París.

## Escuadrón Canino
En 2021, el DIG de la CISF declaró que el escuadrón canino era "un componente importante del cuerpo". Los perros están adiestrados para olfatear e identificar artefactos explosivos improvisados y estupefacientes. Mientras trabajan con el escuadrón de desactivación de bombas, inspeccionan las bolsas dejadas desatendidas. A partir de 2021, el equipo de la CISF encargado de la seguridad del aeropuerto internacional de Chennai cuenta con nueve perros.